# إيزابيل روث
إيزابيل روث (بالبرتغالية: Isabel Ruth‏) هي ممثلة برتغالية، ولدت في 6 أبريل 1940 بتومار في البرتغال. بدأت مشوارها المهني سنة 1961.

## وصلات خارجية
- إيزابيل روث على موقع IMDb (الإنجليزية)
- إيزابيل روث على موقع ألو سيني (الفرنسية)
- إيزابيل روث على موقع أول موفي (الإنجليزية)
- إيزابيل روث على موقع قاعدة بيانات الفيلم (الإنجليزية)
- إيزابيل روث على موقع كينوبويسك (الروسية)